# Podalonia yunnana
Podalonia yunnana là một loài côn trùng cánh màng trong họ Sphecidae, thuộc chi Podalonia. Loài này được Li and Yang miêu tả khoa học đầu tiên năm 1992.